# Mi Reflejo
Mi Reflejo (spanska: My Reflection) är den amerikanska popmusikern Christina Aguileras andra studioalbum och första spanskspråkiga studioalbum, släppt den 12 september 2000. Stora delar av albumet är producerat av Rudy Perez och innehåller spanska versioner av fem låtar från hennes debutalbum Christina Aguilera, och även sex nya låtar. Albumet vann en Latin Grammy för Best Female Pop Vocal Album 2001. Albumet har sålt 3 miljoner exemplar över hela världen.

## Bakgrund och produktion
Aguileras manager Kurtz berättade för MTV att Aguilera planerade att spela in ett spanskspråkigt album redan innan hon spelade in sitt debutalbum. Under 2000 började Aguilera att spela in albumet tillsammans med producenten Rudy Pérez i Miami. Enligt Pérez kunde inte Aguilera någon spanska när de började att spela in albumet. Albumets titel planerades först till att bli "Latin Lover Girl", fast ändrades senare till "Mi Reflejo". Fem av hennes låtar från det självbetitlade debutalbumet, släppt 1999 och annan låt vid namn "Contigo En La Distancia" sjungs på spanska. Mi Reflejo är producerad av Grammy, Billboard och ASCAP Award-vinnande producenten Rudy Pérez, som även skrev fyra av de fem nya låtarna på albumet — "Pero Me Acuerdo De Ti", "Si No Te Hubiera Conocido", "Cuando No Es Contigo" och "El Beso Del Final". Låten "Falsas Esperanzas" blev senare albumets andra singel. På balladen "Si No Te Hubiera Conocido." gjorde Aguilera en duett med den Puerto Rico–födda sångaren Luis Fonsi.

## Mottagande

### Kritiskt mottagande
Kritiskt sett, fick albumet medelmåttiga recensioner med en rankning på 56/100 på webbplatsen MetaCritic, en punkt högre än hennes andra album Stripped. Allmusic har beskrivit albumet som en spegelbild av hennes debutalbum Christina Aguilera. Han som recenserade albumet på Allmusic sade att skivan var elegant och väl producerad, men tillade att: "It's hard to view Mi Reflejo as anything other than a bit of a pleasant holding pattern! It's enjoyable as it spins, but it doesn't add anything new to her music, since it's just the old music in new clothing." Låtarna på albumet gav henne flera nomineringar till Latin Grammy Award, en 2000 för Best Female Pop Vocal Performance för låten "Genie in a Bottle" och en annan 2001 för Record of the Year för låten "Pero Me Acuerdo de Ti". Albumet gav henne även en nominering till Grammy Award för Best Latin Pop Album och vann en Latin Grammy Awards för Best Female Pop Vocal Album 2001. Aguilera blev känd som den första amerikanske artist som vunnit en Latin Grammy.

### Listframgångar
Det spanskspråkiga albumet debuterade som nummer 27 på Billboard 200 och hade fram till 2009 sålt 680 000 exemplar. Albumet toppade även "Top Latin Album", där det stannade som nummer 1 i tjugo veckor. Den 10 september 2001 hade albumet fått tre stycken platina enligt RIAA:s Los Premios de Oro y Platino program.

## Låtlista
1. "Genio Atrapado" (David Frank, Pamela Sheyne, Rudy Perez, Steve Kipner) - 3:38
2. "Falsas Esperanzas"(Jorge Luis Piloto) - 2:57
3. "El Beso Del Final" (Franne Golde, Rudy Perez, Tom Snow) - 4:42
4. "Pero Me Acuerdo De Ti" (Rudy Perez) - 4:26
5. "Ven Conmigo (Solamente Tu)" (Johan Aberg, Paul Rein, Rudy Pérez) - 3:11
6. "Si No Te Hubiera Conocido" (feat. Luis Fonsi) (Rudy Perez) - 4:50
7. "Contigo En La Distancia" (César Portillo DeLaLuz) - 3:44
8. "Cuando No Es Contigo" (Manuel Lopez, Rudy Perez) - 4:10
9. "Por Siempre Tu" (Diane Warren, Rudy Perez) = 4:05
10. "Una Mujer" (Guy Roche, Shelly Peiken, Rudy Perez) - 3:14
11. "Mi Reflejo" (David Zippel, Matthew Wilder, Rudy Perez) - 3:38

42:32
Bonuslåtar
1. "Falsas Esperanzas" (Dance Radio Mix) (Jorge Luis Piloto) - 3:27
2. "Falsas Esperanzas" (Tropical Mix) (Jorge Luis Piloto) - 3:10
3. "Pero Me Acuerdo De Ti" (remix) (Rudy Pérez) - 3:41
4. "Ven Conmigo (Solamente Tú)" (Karaoke Version) (Johan Aberg, Paul Rein, Rudy Pérez) - 3:12

56:10

## Topplistor
| Topplista (2000)              | Högsta position | Certifikat  |
| ----------------------------- | --------------- | ----------- |
| US Billboard 200              | 27              | 6x platina  |
| US Billboard Top Latin Albums | 1               | 6x platina  |
| US Billboard Latin Pop Albums | 1               | 6x platina  |
| Argentina Top100 Albums       | 1               | 2x Platinum |
| Japan Album Chart             | 80              | Guld        |
| Mexiko Top 100 Albums         | 1               | 2x platina  |
| Spanien Album Chart           | 1               | 2x platina  |
| Schweiz Top 100 Album         | 54              | platina     |
| Venezuela Album Chart         | 1               | 2x platina  |